# Saint-Jean-Lachalm
Saint-Jean-Lachalm – miejscowość i gmina we Francji, w regionie Owernia-Rodan-Alpy, w departamencie Górna Loara.
Według danych na rok 1990 gminę zamieszkiwało 336 osób, a gęstość zaludnienia wynosiła 10 osób/km² (wśród 1310 gmin Owernii Saint-Jean-Lachalm plasuje się na 521. miejscu pod względem liczby ludności, natomiast pod względem powierzchni na miejscu 157.).